# 연암중학교
연암중학교(蓮巖中學校)는 대한민국 울산광역시 북구 연암동에 있는 공립 중학교이다.

## 학교 연혁
- 2004년 11월 26일 : 11학급 설립인가(특수학급 1학급 포함)
- 2005년 3월 4일 : 제1회 입학식(386명)
- 2021년 9월 1일 : 제7대 신복순 교장 취임
- 2022년 12월 20일 : 제16회 졸업식(94명, 누계 3,912명)
- 2023년 3월 2일 : 제19회 입학식(64명)

## 참고 자료
- 연암중학교 - 한국교육학술정보원 학교알리미